# 马德里加尔德尔蒙特
马德里加尔德尔蒙特，是西班牙卡斯蒂利亚-莱昂布尔戈斯省的一个市镇。总面积27平方公里，总人口193人（2001年），人口密度7人/平方公里。